# Sand in the Vaseline: Popular Favorites
Sand in the Vaseline: Popular Favorites – składanka największych przebojów postpunkowego amerykańskiego zespołu Talking Heads w latach 1976-1988 na dwóch płytach, wydana 13 października 1992.

## Lista utworów

### Dysk Pierwszy
1. "Sugar on My Tongue" (previously unreleased demo, 1975) – 2:36
2. "I Want to Live" (previously unreleased demo, 1975) – 3:23
3. "Love → Building on Fire" (from single, 1977) – 2:57
4. "I Wish You Wouldn't Say That" (from "Psycho Killer" single, 1977) – 2:36
5. "Psycho Killer" (Byrne, Chris Frantz, Tina Weymouth) (from Talking Heads: 77, 1977) – 4:20
6. "Don't Worry About the Government" (from Talking Heads: 77, 1977) – 3:00
7. "No Compassion" (from Talking Heads: 77, 1977) – 4:50
8. "Warning Sign" (Byrne, Frantz) (from More Songs About Buildings and Food, 1978) – 3:54
9. "The Big Country" (from More Songs About Buildings and Food, 1978) – 5:30
10. "Take Me to the River" (Al Green, Teenie Hodges) (from More Songs About Buildings and Food, 1978)  – 5:02
11. "Heaven" (Byrne, Jerry Harrison) from Fear of Music, 1979) – 4:02
12. "Memories Can't Wait" (Byrne, Harrison) (from Fear of Music, 1979) – 3:31
13. "I Zimbra" (David Byrne, Brian Eno, Hugo Ball) (from Fear of Music, 1979) – 3:07
14. "Once in a Lifetime" (Byrne, Eno, Harrison, Frantz, Weymouth) (from Remain in Light, 1980) – 4:19
15. "Crosseyed and Painless" (Byrne, Eno, Harrison, Frantz, Weymouth) (from Remain in Light, 1980) – 4:45
16. "Burning Down the House" (Byrne, Harrison, Frantz, Weymouth) (from Speaking in Tongues, 1983) – 4:01
17. "Swamp" (Byrne, Harrison, Frantz, Weymouth) (from Speaking in Tongues, 1983) – 5:13
18. "This Must Be the Place (Naïve Melody)" (Byrne, Harrison, Frantz, Weymouth) (from Speaking in Tongues, 1983) – 4:56

### Dysk drugi
1. "Life During Wartime" (Live) (Byrne, Harrison, Frantz, Weymouth) (from Stop Making Sense, 1984) – 5:04
2. "Girlfriend Is Better" (Live) (Byrne, Harrison, Frantz, Weymouth) (from Stop Making Sense, 1984) – 3:36
3. "And She Was" (from Little Creatures, 1985) – 3:39
4. "Stay Up Late" (from Little Creatures, 1985) – 3:53
5. "Road to Nowhere" (from Little Creatures, 1985) – 4:20
6. "Wild Wild Life" (from True Stories, 1986) – 3:40
7. "Love for Sale" (from True Stories, 1986) – 4:32
8. "City of Dreams" (from True Stories, 1986) – 5:08
9. "Mr. Jones" (Byrne, Harrison, Frantz, Weymouth) (from Naked, 1988) – 4:20
10. "Blind" (Byrne, Harrison, Frantz, Weymouth) (from Naked, 1988) – 5:00
11. "(Nothing But) Flowers" (Byrne, Harrison, Frantz, Weymouth) (from Naked, 1988) – 5:34
12. "Sax and Violins" (Byrne, Harrison, Frantz, Weymouth) (from soundtrack to Until the End of the World, 1991) – 5:18
13. "Gangster of Love" (Byrne, Harrison, Frantz, Weymouth) (Previously unreleased.  Based on outtakes from Remain in Light and Naked sessions, 1980/1987.  Finished in August, 1991.) – 4:29
14. "Lifetime Piling Up" (Byrne, Harrison, Frantz, Weymouth) (Previously unreleased.  Outtake from Naked sessions, 1987.) – 3:53
15. "Popsicle" (Byrne, Harrison, Frantz, Weymouth) (Previously unreleased.  Outtake from Speaking in Tongues sessions, 1983.) – 5:19